# Chilades tavoyana
Chilades tavoyana är en fjärilsart som beskrevs av Evans 1925. Chilades tavoyana ingår i släktet Chilades och familjen juvelvingar. Inga underarter finns listade i Catalogue of Life.